# Georges Hubert (acteur)
Pour les articles homonymes, voir Hubert et Georges Hubert (homonymie).
Georges Couibes, dit Georges Hubert, est un acteur français né le 19 mars 1906 à Culoz et mort le 20 février 1983 à Bourg-la-Reine. Actif dans le doublage, il fut entre autres la voix de Q dans plusieurs films James Bond.

## Filmographie

### Cinéma
- 1936 : Une gueule en or de Pierre Colombier
- 1946 : Raboliot de Jacques Daroy : un braconnier
- 1947 : Les gosses mènent l'enquête de Maurice Labro : Lieusaint
- 1947 : Rumeurs de Jacques Daroy : le garagiste
- 1948 : Fort de la solitude de Robert Vernay : le sergent
- 1949 : Paysans noirs de Georges Régnier : l'ingénieur
- 1949 : Hans le marin de François Villiers : l'inspecteur (non crédité)
- 1952 : Nez de cuir de Yves Allégret : l'abbé
- 1953 : Flukt fra paradiset (no) de Toralf Sandø : Emile
- 1953 : Je suis un mouchard de René Chanas
- 1955 : Casse-cou, mademoiselle de Christian Stengel
- 1955 : La Meilleure Part de Yves Allégret
- 1956 : L'Énigmatique Monsieur D (Foreign Intrigue) de Sheldon Reynolds : Dr Thibaut
- 1956 : Elena et les Hommes de Jean Renoir
- 1958 : En légitime défense de André Berthomieu : le commissaire de police
- 1960 : Préméditation de André Berthomieu
- 1960 : Les Distractions de Jacques Dupont
- 1961 : Le Président de Henri Verneuil
- 1973 : Le Train de Pierre Granier-Deferre : le vieux
- 1980 : Bobo la tête de Gilles Katz

### Télévision

#### Séries télévisées
- 1951 : Foreign Intrigue (épisode Paris) : Otto
- 1955 : Sherlock Holmes (épisode The Case of the Shoeless Engineer) : Bruno Carreau
- 1956-57 : Énigmes de l'histoire (4 épisodes) : 
  - 1956 : L'énigme du temple
  - 1957 : L'Homme au masque de fer
  - 1957 : Le chevalier d'Éon : Deuxième parieur
  - 1957 : Un nommé Charles Naundorf
- 1960 : En votre âme et conscience, épisode : Le Crime d'Aïn Fezza de Jean Prat
- 1962 : Le Théâtre de la jeunesse (épisode Un pari de milliardaire) : le marchand de maisons
- 1962 : L'inspecteur Leclerc enquête (épisode Feu Monsieur Serley) : le directeur
- 1962-63 : La caméra explore le temps (3 épisodes) réal. par Guy Lessertisseur : Lethington / William Lenthal 
  - 1962 : L'affaire du collier de la reine
  - 1962 : Le meurtre de Henry Darnley ou La double passion de Marie Stuart  - Lethington
  - 1963 : Le procès de Charles 1er - William Lenthal
- 1963 : Make roome for Daddy (épisode Million Dollar Dress) : le serveur
- Au théâtre ce soir : 
  - 1967 : Bon week-end, Monsieur Bennett  d'Arthur Watkin, mise en scène de Michel Vitold et Henri Guisol, réalisation Pierre Sabbagh, Théâtre Marigny -  Locke
  - 1966 : La Mamma de André Roussin, mise en scène de l'auteur, réalisation Pierre Sabbagh, Théâtre Marigny - Mme Puglisi
- 1974 : Chéri-Bibi : le coryphée
- 1975 : Erreurs judiciaires : l'abbé Royer
- 1982 : La Taupe (épisode#1.4) : Mr Delbarre
- 1982 : Cinéma 16 - Six jours à vivre de Gérard Chouchan : le père de Maxime

#### Téléfilms
- 1954 : La Nuit d'Austerlitz de Stellio Lorenzi
- 1966 : Le Destin de Rossel de Jean Prat : Me Joly
- 1971 : La Mort des Capucines de Agnès Delarive : Dr Hurst
- 1971 : Le Tambour du bief de Jean Prat : le maire
- 1975 : La Vie de plaisance de Pierre Gautherin : Julien
- 1975 : Les Renards de Philippe Joulia : Dr Fresnay

## Doublage
Les dates correspondent aux sorties initiales des films mais pas forcément aux dates des doublages en français.

### Cinéma
- Desmond Llewelyn dans :
  - Goldfinger (1964) : Q
  - Opération Tonnerre (1965) : Q
  - Au service secret de Sa Majesté (1969) : Q
  - Les diamants sont éternels (1971) : Q
  - L'Homme au pistolet d'or (1974) : Q
- André Morell dans :
  - Le Roi des îles (1954) : Alfred Tetins
  - L'Homme qui n'a jamais existé (1956) : Sir Bernard Spilsbury
  - Police internationale (1957) : le commissaire Breckner
  - Barry Lyndon (1975) : lord Gustavos Adolphus Wendover
- Millard Mitchell dans :
  - Un homme de fer (1949) : Général Prichard
  - Winchester '73 (1950) : Frankie « High-Spade » Wilson (1er doublage)
- Will Geer dans :
  - La Flèche brisée (1950) : Ben Slade
  - Le Kid du Texas  (1950) : O'Fallon
- Mischa Auer dans :
  - Dossier secret (1955) : Pr Radzinski
  - Arrivederci baby (1966) : Romeo
- John Harmon dans :
  - La Caravane des hommes traqués (1956) : Ben
  - Terre sans pardon (1957) : M. Massey
- Hank Worden dans :
  - Les Cavaliers (1959) : Clumb
  - Le Sergent noir (1960) : Laredo, le garde du train
- Jay Novello dans :
  - Milliardaire pour un jour (1961) : Señor Cortez
  - Qu'as-tu fait à la guerre, papa ? (1966) : le maire Giuseppe Romano
- Frank McGrath dans :
  - Les Exploits d'Ali Baba (1965) : Pindar
  - Le Shérif aux poings nus (1967) : Ned Martin
- Slim Pickens dans :
  - Les Compagnons de la gloire (1965) : sergent James Gregory
  - Les Cowboys (1972) : Anse
- Paul Fix dans :
  - Nevada Smith (1966) : le shérif Bonnell
  - La Vengeance du Shérif (1969) : le cocher de la diligence
- Michael Bates dans :
  - Sel, Poivre et Dynamite (1968) : inspecteur Crabbe
  - La Bataille d'Angleterre (1969) : Warr. Off. Warrick
- 1936 : La Charge de la brigade légère : le suristani dans le palais de Surat Khan[Qui ?]
- 1937 : Le Retour de Zorro : Don Manuel Vega (Nigel De Brulier)
- 1939 : Le Magicien d'Oz : le Lion Peureux / Zeke (Bert Lahr)
- 1941 : Docteur Jekyll et M. Hyde : Sam Higgins (Barton MacLane)
- 1943 : Les Cinq Secrets du désert : Erwin Rommel (Erich von Stroheim)
- 1944 : Casanova le petit : Frank, le capitaine (Emory Parnell)
- 1944 : Assurance sur la mort : M. Dietrichson (Tom Powers)
- 1944 : Le Grand National : le journaliste (Barry Bernard)
- 1945 : Le Poison : un commerçant (Byron Foulger)
- 1947 : Le Miracle de la 34e rue : le procureur Thomas Mara (Jerome Cowan)
- 1948 : La Rivière d'argent : « Pistol » Porter (Tom D'Andrea)
- 1949 : Le Fils du désert : Homer Wallace (Ian Wolfe)
- 1949 : Un jour à New York : Ozzie (Jules Munshin)
- 1949 : La Belle Aventurière (The Gal Who Took the West) de Frederick de Cordova : un bouvier moustachu (Francis McDonald)
- 1949 : El Paso, ville sans loi : Corbeau (Jesse Graves)
- 1949 : Les Chevaliers du Texas : le capitaine Jeffrey (Monte Blue)
- 1950 : La Femme aux chimères : le propriétaire du magasin de musique[Qui ?]
- 1950 : Quand la ville dort : « Cobby » Cobb (Marc Lawrence)
- 1950 : Terre damnée : le shérif Wattling (Philip van Zandt)
- 1950 : Panique dans la rue : Kleber (George Ehmig)
- 1950 : Francis, le mulet qui parle : voix de Francis (Chill Wills)
- 1950 : L'Esclave du gang : le rédacteur en chef (Charles Jordan)
- 1950 : La Femme aux chimères : les deux prêteurs sur gages (Paul E. Burns et Burk Symon)
- 1951 : Capitaine sans peur : Julian « El Supremo » Alvarado (Alec Mango)
- 1951 : Le Voleur de Tanger : Yussef (Everett Sloane)
- 1951 : Montagne rouge : Sergent Randall (Bert Freed)
- 1951 : Duel sous la mer : le photographe (Harry Mendoza) et Thomas, le cuisinier[Qui ?]
- 1951 : Une veine de... : Emile J. Keck (Groucho Marx)
- 1951[1] : Zorro le diable noir : Buck Bender (Hank Patterson)
- 1951 : La Vallée de la vengeance : Shérif Con Alvis (Jim Hayward)
- 1951 : Espionne de mon cœur : le professeur de judo (John Tegner)
- 1951 : Le Voyage fantastique : Sir David Moon (Hugh Wakefield)
- 1951 : Histoire de détective : Charley Gennini (Joseph Wiseman)
- 1952 : L'Affaire Cicéron : colonel von Richter (Hubert Berghof)
- 1952 : Le Monde lui appartient : Antoine Grandmaison (John McIntire)
- 1952 : La Mission du commandant Lex : Sims (Jack Woody)
- 1952 : Le Fils d'Ali Baba : le commandant (Robert Barrat)
- 1952 : Le démon s'éveille la nuit : oncle Vince (J. Carrol Naish)
- 1952 : Le Paradis des mauvais garçons : lieutenant Sébastian (Thomas Gomez)
- 1952 : Les Conquérants de Carson City : un mineur bloqué dans le tunnel (House Peters Jr.)
- 1953 : Le Déserteur de Fort Alamo : un défenseur du Fort[Qui ?]
- 1953 : La Tunique : Marius, le médecin de Demetrius (Thomas Browne Henry)
- 1953 : Aventure dans le Grand Nord : René (George Chandler)
- 1953 : L'Équipée sauvage : Art Kleiner (Will Wright)
- 1953 : Le Trésor du Guatemala : François (Ken Herman)
- 1953[2] : Le Justicier impitoyable : Reinhardt (Ivan Triesault)
- 1953 : La Guerre des mondes : le garde forrestier du poste no 3 (Robert Rockwell) et un pompier sur le lieu d'incendie[Qui ?]
- 1953 : L'Homme des vallées perdues : Jack Wilson (Walter Jack Palance)
- 1953 : Vacances romaines : le chauffeur de Taxi (Alfredo Rizzo)
- 1953 : Retour au paradis : le surveillant en chef[Qui ?]
- 1953 : Houdini le grand magicien : Simms, le reporter de l'Obserer (Douglas Spencer)
- 1954 : L'Aigle solitaire : M. Dyar (Frank Ferguson)
- 1954 : Une fille de la province : Ralph, l'habilleur noir du théâtre (Chester Jones)
- 1954 : Les Géants du cirque : Twitchy (Emmett Lynn)
- 1955 : Le Renard des océans : le pêcheur survivant du chalutier (Gilchrist Stuart)
- 1955 : L'Homme au fusil : Virg Trotter (Robert Osterloh)
- 1955 : La Rose tatouée : Père De Léo (Sandro Giglio)
- 1955 : Les Îles de l'enfer : Carlos Peñasco (Nacho Galindo)
- 1956 : Le Faux Coupable : M. Ferrero (Dan Terranova)
- 1956 : Les Dix Commandements : capitaine Pentaour (Henry Wilcoxon)
- 1956 : La Neige en deuil : Nicholas Servoz (Stacy Harris)
- 1956 : La Prisonnière du désert : Lars Jorgensen (John Qualen)
- 1956 : Michel Strogoff : le premier contrôleur du train[Qui ?] / le maître de poste du premier relais[Qui ?]
- 1956 : Trapèze : Max le nain (Johnny Puleo)
- 1956 : Une Cadillac en or massif : Warren Gillie (Ralph Dumke)
- 1956 : L'Homme au complet gris : Bill Ogden (Henry Daniell) et le conducteur de charrette (Mario Siletti)
- 1956 : À vingt-trois pas du mystère : sergent Luce (Terence de Mernay)
- 1956 : L'Homme de nulle part : Carson (John Dierkes)
- 1956 : Ce soir les souris dansent : le professeur de musique à la Bodega (José Palomo)
- 1956 : Géant : Gómez (Felipe Turich)
- 1956 : La Dernière Chasse : le barman (Fred Graham)
- 1956[3] : Les Années sauvages : Brand Comfort (William Demarest)
- 1956 : Roland, prince vaillant : Ganelon (Vittorio Sanipoli)
- 1956 : L'Espion de la dernière chance : un professeur[Qui ?]
- 1957 : L'Arbre de vie : le cousin Sam (John Eldredge)
- 1957 : Torpilles sous l'Atlantique : le docteur (Russell Collins)
- 1957 : Monpti : le médecin de l'hôpital[Qui ?]
- 1957 : Meurtres sur la dixième avenue : Eddie « Cockeye » Cook (Joe Downing)
- 1957 : Règlement de comptes à O.K. Corral : le maire Kelly (Nelson Leigh)
- 1957 : Istanbul : le réceptionniste de l'hôtel (Edward Colmans)
- 1957 : Les Plaisirs de l'enfer : le procureur (Lorne Greene)
- 1958 : Trois bébés sur les bras : juge Jenkins (Alex Gerry)
- 1958 : Crépuscule sur l'océan : Shipping Clerk (Maurice Marsac)
- 1958 : Bagarres au King Créole : M. Furst (Charles Evans)
- 1958 : Sursis pour un vivant : Bougron (John Kitzmiller)
- 1958 : Le danger vient de l'espace : le général français (Gianni Solaro)
- 1958 : La Fureur des hommes : Bayliss (Rodolfo Acosta)
- 1959 : Le Pont : le militaire en communication téléphonique[Qui ?]
- 1959 : Notre agent à La Havane : MacDougal (Duncan Macrae)
- 1959 : La Police fédérale enquête : le gérant de la teinture blanchisserie[Qui ?]
- 1959 : En lettres de feu : le chasseur de l'hôtel (Napoleon Whiting)
- 1959 : Ceux de Cordura : le colonel DeRose (Edward Platt)
- 1959 : Voyage au centre de la Terre : le recteur de l'université (Alan Caillou)
- 1959 : La Valse du gorille : l'agent rendant visite à Jack (Richard Larke)
- 1960 : Le Géant de Thessalie : le père d'Argo (Massimo Pianforini)
- 1960 : Les Mains d'Orlac : Graham Coates, le sculpteur (Donald Pleasence)
- 1960 : Le Diable dans la peau : Gamble, le patron du Saloon de Sutterville (Malcolm Atterbury)
- 1960 : Les Évadés de la nuit : Alfredo[Qui ?]
- 1960 : Les Dents du diable : le propriétaire du comptoir commercial (Francis De Wolff)
- 1960 : Un scandale à la cour : le cardinal italien s'exprimant dans sa langue[Qui ?]
- 1960 : C'est arrivé à Naples : Mario Vitale (Vittorio De Sica)
- 1961 : Diamants sur canapé : Doc Golightly (Buddy Ebsen)
- 1961 : L'Arnaqueur : James Findley (Murray Hamilton)
- 1961 : Les Comancheros : Graile, le chef des comancheros (Nehemiah Persoff)
- 1961 : Les Cavaliers de l'enfer : Henry (Ralph Moody)
- 1961 : Le Diable à 4 heures : Louis (Jean Del Val)
- 1961 : La Bataille de Corinthe : Callicrates (Nando Tamberlani)
- 1961 : Amour sauvage : le coroner[Qui ?]
- 1961 : Le Cavalier noir : Marco (Frank Sieman)
- 1961 : Le Trésor des sept collines : un homme de McCraken (Nestor Paiva)
- 1961 : Le Roi des imposteurs : Dr Robert Boyt Hammond (David White)
- 1962 : Lawrence d'Arabie : le médecin militaire (Howard Marion-Crawford)
- 1962 : Six Chevaux dans la plaine : le croque-mort (Phil Chambers)
- 1962 : Le jour le plus long : le général Bernard Law Montgomery (Trevor Reid)
- 1962 : L'Homme qui aimait la guerre : le révérend (Arthur Hewlett)
- 1962 : Maciste contre les monstres : Furwan (Nello Pazzafini)
- 1962 : L'Inquiétante Dame en noir : Miles Hardwick (Maxwell Reed)
- 1962 : Allô, brigade spéciale : l'inspecteur Owen « Brad » Bradley (Roy Poole)
- 1962 : Un direct au cœur : Harry Sperling (George Mitchell)
- 1962 : Trahison sur commande : Otto Holtz (Carl Raddatz)
- 1962 : Ulysse contre Hercule : un conseiller du roi d'Icarno[Qui ?]
- 1963 : Cléopâtre : l'amiral aux côtés de Cléopâtre[Qui ?]
- 1963 : Le Guépard : un invité en compagnie de Gabrielle[Qui ?]
- 1963 : Les 55 Jours de Pékin : le sergent-major Britten[Qui ?] / le responsable du bal[Qui ?]
- 1963 : Le Procès des doges : Facciol père (Sima Janicijevic)
- 1963 : Lancelot chevalier de la reine : Merlin (Mark Dignam)
- 1963 : La Revanche du Sicilien : Mike Singer[Qui ?]
- 1964 : Les Cheyennes : Jeremy Wright (Walter Baldwin)
- 1964 : Feu sans sommation : Dr Stevens (Stephen Roberts)
- 1964 : X3, agent secret : Colonel Cunliffe (Robert Morley)
- 1964 : Zoulou : le caporal Frederick « Dutchy » Schiess (Dickie Owen)
- 1964 : Dernière mission à Nicosie : Colonel Park (Nigel Stock)
- 1964 : Madame Croque-maris : l'agent (Wally Vernon)
- 1964 : La Charge de la huitième brigade : le trompette identifiant le corps de Petersen[Qui ?] et le caporal des gardes répondant au major Prescott[Qui ?]
- 1964 : Jerry chez les cinoques : le serveur du restaurant (Benny Rubin)
- 1964 : Le Plus Grand Cirque du monde : le médecin (Victor Israel (en))
- 1964 : Le Mercenaire de minuit : Doc Barker (Alfred Ryder)
- 1964 : La Flotte se mouille : le chef des gendarmes (Marcel Hillaire)
- 1965 : La Grande Course autour du monde : le chef de gare[Qui ?]
- 1965 : La Mélodie du bonheur : Herr Zeller (Ben Wright)
- 1965 : La Plus Grande Histoire jamais contée : Chuza (Philip Coolidge)
- 1965 : Les Forcenés : Fred Wickett (Claudio Gora)
- 1965 : Chère Brigitte : le doyen Sawyer (Howard Freeman)
- 1966 : Le renard s'évade à trois heures : Polio (Paolo Stoppa)
- 1966 : La Diligence vers l'Ouest : Luke Plummer (Keenan Wynn)
- 1966 : La Grande Combine : Thompson (Les Tremayne)
- 1966 : Un truand : Bill Simpson (Paul Birch)
- 1966 : Technique d'un meurtre : le docteur renseignant Clint Harris[Qui ?]
- 1966 : La Vengeance de Ringo : le maire de San Agustin (Ricardo Canales), un joueur de cartes [Qui ?] et un homme de main de Paco[Qui ?]
- 1966 : Hawaï : le révérend Thorn (Torin Thatcher)
- 1966 : Notre homme Flint : le docteur Wu (Peter Brocco)
- 1966 : Surcouf, le tigre des sept mers : le troisième officier supérieur de la Royal Navy[Qui ?]
- 1967 : Sept secondes en enfer : Dr Charles Goodfellow (Karl Swenson)
- 1967 : Le Dernier Jour de la colère : Murph Allan Short (Walter Rilla)
- 1967 : Wanted : Ellis, le banquier (Tullio Altamura (en))
- 1967 : Une sacrée fripouille : le capitaine Lovick (Strother Martin)
- 1967 : Fort Bastion ne répond plus : l'employé du télégraphe (Richard Arlen)
- 1967[4] : Sept Winchester pour un massacre : Zeb Russell[Qui ?]
- 1968 : La Brigade des cow-boys : le colonel Mirabeau Cooney (Clarke Gordon)
- 1968 : Maldonne pour un espion : le collaborateur de Fraser[Qui ?]
- 1968 : Le Gang de l'oiseau d'or : Firenos (Anthony Jacobs)
- 1969 : Macadam Cowboy : M. O'Daniel (John McGiver)
- 1969 : Les Colts des sept mercenaires : Lobero (Frank Silvera)
- 1969 : Le Pont de Remagen : général de brigade Skinner (E. G. Marshall)
- 1969 : Cent dollars pour un shérif : colonel Stonehill (Strother Martin)
- 1969 : Le Retour de Frankenstein : l'inspecteur de Police Frisch (Thorley Walters)
- 1969 : Willie Boy : Dr Mills (Garry Walberg)
- 1969 : Sabata : le faux père Brown (Alan Collins)
- 1970 : Les Canons de Cordoba : Harry Warner (John Larch)
- 1970 : Sierra torride : Horatio (José Chavez)
- 1970 : Airport : le père Steven Lonigan (James Nolan)
- 1970 : Le Maître des îles : le capitaine du Kilauea (Mark LeBuse)
- 1970 : Appelez-moi Monsieur Tibbs : Mealie Williamson (Juano Hernandez)
- 1970 : Les Derniers Aventuriers : le collaborateur du baron de Coyne[Qui ?]
- 1970 : Le Soleil blanc du désert : Yuri Lebedev (Nikolaï Badyev)
- 1970 : Le Casse de l'oncle Tom : Booker Washington Sims dit 'Oncle Budd' (Redd Foxx)
- 1971 : Marie Stuart, Reine d'Écosse : Frère Ballard (Tom Fleming)
- 1972 : Les Collines de la terreur : Ezra Meade (Peter Dyneley)
- 1972 : Amigo, mon colt a deux mots à te dire : le docteur (Cleri Dante)
- 1972 : Le Flingueur : l'homme scandalisé (John Barclay)
- 1973 : Dracula vit toujours à Londres : Colonel Mathews (Richard Vernon)
- 1973 : Terreur dans le Shanghaï express : Dr Wells (Peter Cushing)
- 1974 : La Tour infernale : le maire Robert Ramsay (Jack Collins) et l'homme visitant l'appartement (Harry Hickox) (1er doublage)
- 1975 : Lepke, le caïd : le juge (Russ Grieve)
- 1976 : Complot de famille : le prêtre à l'enterrement de Maloney[Qui ?]

### Animation
- 1937[5] : Blanche-Neige et les Sept Nains : Dormeur
- 1946 : Mélodie du Sud : Monsieur Ours
- 1972 : Tintin et le Lac aux requins

### Télévision
- 1960 : Destination Danger :
  - Kane (Michael Ripper), épisode Survivre
  - Banarji (Warren Mitchell), épisode Le Traître
- 1965-1971 : Les Arpents verts : Fred Ziffel (Hank Patterson)